# Trofeo Municipio de Puyango
El Trofeo Municipio de Puyango se lo disputó el 23 de enero de 2014 en un partido único entre los equipos de reservas del Club Sport Emelec y del Barcelona Sporting Club.
El evento fue organizado por el Municipio de Puyango, y se lo realizó en el Estadio Yen Ramiro Córdova Gálvez, de  la localidad de Alamor,  cantón Puyango, provincia de Loja, Ecuador. El motivo del evento fue la celebración de los 67 años del cantón.
Emelec venció a Barcelona con un marcador de 4-1.

## Equipos participantes
|  | Emelec    |
|  | Barcelona |

## El partido
| 23 de enero de 2014, 12:00 | Emelec                                                               | 4:1 | Barcelona               | Estadio Yen Ramiro Córdova Gálvez, Cantón Puyango, Provincia de Loja |  |
|                            | Marlon Mejía Kevin Quinteros Geancarlos Zumba Fernando Darío Pinillo |     | / / / / / / / / / / / / |                                                                      |  |

|                |
| Ganador Emelec |